# Picassent
Picassent település Spanyolországban, Valencia tartományban. Picassent Alcàsser, Alfarp, Almussafes, Benifaió, Llombai, Montserrat, Silla és Torrent községekkel határos. Lakosainak száma 22 695 fő (2024).

## Népesség
A település népessége az utóbbi években az alábbiak szerint változott:
| Lakosok száma | 16 255 | 16 943 | 18 556 | 19 786 | 20 265 | 20 393 | 20 658 | 20 942 | 21 761 | 22 695 |
|               | 2001   | 2004   | 2007   | 2009   | 2012   | 2014   | 2017   | 2019   | 2022   | 2024   |